# Décès en 1085
Décès
- 1081
- 1082
- 1083
- 1084
- 1085
- 1086
- 1087
- 1088
- 1089

Cette page dresse une liste de personnalités mortes au cours de l'année 1085 :
- 27 mars : Gautier de Lacy, baron anglo-normand des marches galloises.
- 1er avril : Song Shenzong, sixième empereur de la dynastie Song en Chine.
- 25 mai : Grégoire VII, 155e pape.
- 7 juillet : Bosone II (comte) (it) italien.
- 17 juillet : Robert Guiscard, duc d'Apulie, de Calabre et de Sicile.
- 19 août : Al-Juwaynī, juriste et théologien persan.
- 20 septembre : Hermann II de Lotharingie, comte palatin de Lotharingie.
- 28 septembre : Hugues II de Montfaucon, archevêque de Besançon.
- 16 octobre : Anastase le Vénitien (saint Anastase), moine ermite et théologien en France, né à Venise.

- Alfan de Salerne, religieux, savant de l'Italie méridionale et médecin de l'École de Salerne.
- Bouchard III de Vendôme, dit le Jeune, comte de Vendôme.
- Cheng Hao, philosophe chinois, philosophe chinois de la dynastie Song.
- Gundred, comtesse de Surrey (en), épouse de Guillaume Ier de Warenne.
- Maelsnectan de Moray, ou Mael Snechta mac Lulaich, Mormaer de Moray.
- Maitripada, sage bouddhiste indien.
- Mian Wada (en), pakistanais et enseignant de l'Islam.
- Pierre de Lichfield (en), évêque de Lichfield puis de Chester.
- Tedaldo (it), archevêque de Milan.
- Wang Gui (en), ministre de la dynastie Song.
- Yusuf al-Mutaman, Abu-Amir Yusuf ibn Ahmad ibn Hud al-Mutaman, roi taïfa de Saragosse.
- Yusuf Khass Hajib, poète ouïghour.

date incertaine (vers 1085)
- Bernard Guilhem IV de Montpellier, seigneur de Montpellier.
- Osbern Giffard (en), ou Osborne, chevalier normand ayant participé à la conquête normande de l'Angleterre.

## Crédit d'auteurs
- Cet article est partiellement ou en totalité issu de l'article intitulé « 1085 » (voir la liste des auteurs).